# Boulogne-sur-Gesse
Boulogne-sur-Gesse è un comune francese di 1 693 abitanti situato nel dipartimento dell'Alta Garonna nella regione dell'Occitania.
Il territorio comunale è bagnato dalle acque del fiume Gimone.

## Società

### Evoluzione demografica
Abitanti censiti